# Antonia Yamin

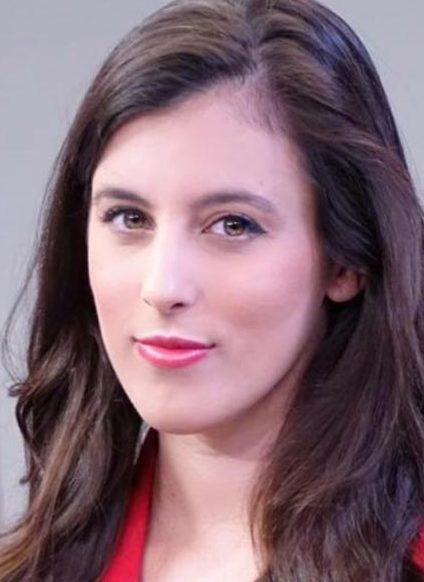
Antonia Yamin (2018)

Antonia Yamin (* 13. September 1988 in Mannheim) ist eine deutsch-israelische Journalistin.

## Leben
Yamin wuchs als Tochter einer Deutschen und eines aus Libyen stammenden Israeli auf. Als sie zwei Jahre alt war, zog die Familie von Mannheim nach Israel, wo sie sich in der Küstenstadt Netanja niederließ. Nach Abschluss der Schule leistete sie ihren Militärdienst bei den Israelischen Luftstreitkräften als Erzieherin. Während ihres Militärdienstes konvertierte sie zum Judentum.
Yamin studierte bis zum Jahr 2012 an der Universität Tel Aviv Kommunikations- und Politikwissenschaften sowie Journalismus an der Journalistenschule Koteret. Sie war zunächst als freie Journalistin tätig, bevor sie als Lokalreporterin zur Frankfurter Rundschau ging. Später kehrte sie nach Israel zurück und arbeitete dort für den Fernsehsender Kanal 10. Im Jahr 2015 arbeitete sie als Producerin für das ZDF aus Israel und den Palästinensischen Autonomiegebieten. Seit September 2016 war sie für den israelischen Fernsehsender Kan tätig und berichtete als dessen Europakorrespondentin seit 2017 aus Berlin. Eine Belästigung bei Dreharbeiten in Berlin sorgte im November 2018 für Schlagzeilen. Einen ähnlichen Vorfall erlebte Yamin im Mai 2021 bei einer pro-palästinensischen Demonstration in Berlin. Seit dem Jahr 2020 sitzt Yamin in der Jury des Shimon-Peres-Preises der Stiftung Deutsch-Israelisches Zukunftsforum.
Ab 1. Mai 2022 war sie als Chefreporterin bei Bild TV für das Newsprogramm von Bild Live verantwortlich.
Yamin lebt in Berlin und hat seit Dezember 2020 eine Tochter.

## Auszeichnung
- 2019: B’nai B’rith World Center Journalism Award for Excellence in Diaspora Reportage[9]